# Le Bourg-d'Oisans
 Le Bourg-d'Oisans  je francouzská obec, která leží v departementu Isère v regionu Auvergne-Rhône-Alpes. Městečko Bourg d'Oisans je historickým centrem regionu Oisans.

## Geografie
Městečko Bourg d'Oisans se rozkládá ve francouzských Alpách, v údolí řeky Romanche, na silničním tahu mezi městy Grenoble a Briançon. Severně od městečka je průsmyk Col de la Croix de Fer, který společně s nedalekým střediskem zimních sportů Alpe d'Huez patří mezi často zařazované obtížné úseky cyklistického závodu Tour de France. Jihovýchodně od Bourg d'Oisans se nachází národní park Écrins (fran.: Parc national des Écrins).
Sousední obce: Livet-et-Gavet, Oulles, Villard-Notre-Dame, Villard-Reymond, Auris, Allemond, Venosc, La Garde, Oz a Ornon.

## Demografie
Podle sčítání z roku 1990 zde bydlelo 2 911 obyvatel, a hustota zalidnění byla 83 osob/km² (mezi 2880 obcemi regionu Auvergne-Rhône-Alpes zaujímá Le Bourg-d'Oisans 305. místo podle počtu obyvatel, a 142. místo podle rozlohy.
Počet obyvatel